# Menu kontekstowe

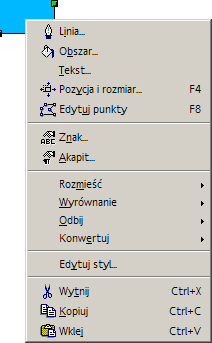
Przykładowe menu kontekstowe otwierające się po kliknięciu prawego klawisza

Menu kontekstowe, menu podręczne (ang. context menu) – lista opcji dostępnych dla wybranego elementu interfejsu, otwierana naciśnięciem prawego klawisza myszy komputerowej. Najczęściej funkcje te są również dostępne w pasku menu lub za pomocą skrótów klawiaturowych. Menu kontekstowe otwiera się po ustawieniu kursora w obszarze wybranego obiektu i kliknięciu prawym przyciskiem myszy. Funkcjonalność jest różna w zależności od:
- stosowanego systemu operacyjnego,
- używanego programu,
- rodzaju zaznaczonego obiektu.